# Schillstraße 30 (Stralsund)
Das Gebäude mit der postalischen Adresse Schillstraße 30 in Stralsund ist ein denkmalgeschütztes Bauwerk in der Schillstraße, an der Ecke zur Knieperstraße.
Der viergeschossige Putzbau besitzt in der westlichen Achse einen zweigeschossigen, übergiebelten Vorbau (Utlucht).
Das Gebäude erhielt Ende des 19. Jahrhunderts seine heutige Form. Vom älteren Kern des einstigen Giebelhauses sind die Haustür mit Rautengliederung aus dem 18. Jahrhundert erhalten, auch das in Fachwerk ausgeführte Hinterhaus und ein Kemladen, der im Erdgeschoss mittelalterliches Mauerwerk und Sturzbalken aufweist.
Das Haus liegt im Kerngebiet des von der UNESCO als Weltkulturerbe anerkannten Stadtgebietes des Kulturgutes „Historische Altstädte Stralsund und Wismar“. Es ist in die Liste der Baudenkmale in Stralsund eingetragen.